# Marc Solomon
Marc Solomon (Kansas City, 12 november 1966) is een Amerikaans voorvechter van homorechten.

## Jeugd en opleiding
Solomon is geboren en getogen in Kansas City. Hij studeerde in 1985 af aan de Barstow School en in 1989 aan de Yale-universiteit. Aan Yale volgde hij les aan het Berkeley College, studeerde hij economie en politieke wetenschappen en was hij mederedacteur van de Yale Economics and Business Review. Hij studeerde magna cum laude af in zijn majoropleiding. In 2004 behaalde Solomon een masterdiploma in bestuurskunde aan de Kennedy School of Government van Harvard.

## Loopbaan
Solomon was de nationale campagnedirecteur van Freedom to Marry, een groep die pleit voor het homohuwelijk in de Verenigde Staten. Solomon is de auteur van het boek Winning Marriage: The Inside Story of How Same-Sex Couples Took on the Politicians and Pundits—and Won uit 2014. Als uitvoerend directeur van MassEquality van 2006 tot en met 2009 leidde hij een campagne tegen een grondwetswijziging die de uitspraak van de rechtbank in Massachusetts over het homohuwelijk zou hebben teruggedraaid. Politico beschrijft Solomon als "warm en innemend" en "een geboren consensusbouwer – geduldig, bedreven in het leggen van persoonlijke contacten, met een bovennatuurlijk talent voor politiek zonder ook maar enigszins op een politicus te lijken".
- Library of Congress Control Number: no2014154864
- Nationale Bibliotheek van Israël: 987007353144005171
- Virtual International Authority File: 311781803
- WorldCat: E39PBJtrRkcrtRW3wHt3Pvx4bd